# Пауел (Охајо)
Пауел (енгл. Powell) град је у америчкој савезној држави Охајо.

## Демографија
По попису из 2010. године број становника је 11.500, што је 5.253 (84,1%) становника више него 2000. године.
| Група             | 2000.         | 2010.          |
| Белци             | 5.838 (93,5%) | 10.059 (87,5%) |
| Афроамериканци    | 97 (1,6%)     | 221 (1,9%)     |
| Азијати           | 186 (3,0%)    | 859 (7,5%)     |
| Хиспаноамериканци | 68 (1,1%)     | 161 (1,4%)     |
| Укупно            | 6.247         | 11.500         |